# 케페르마르크트 제단화

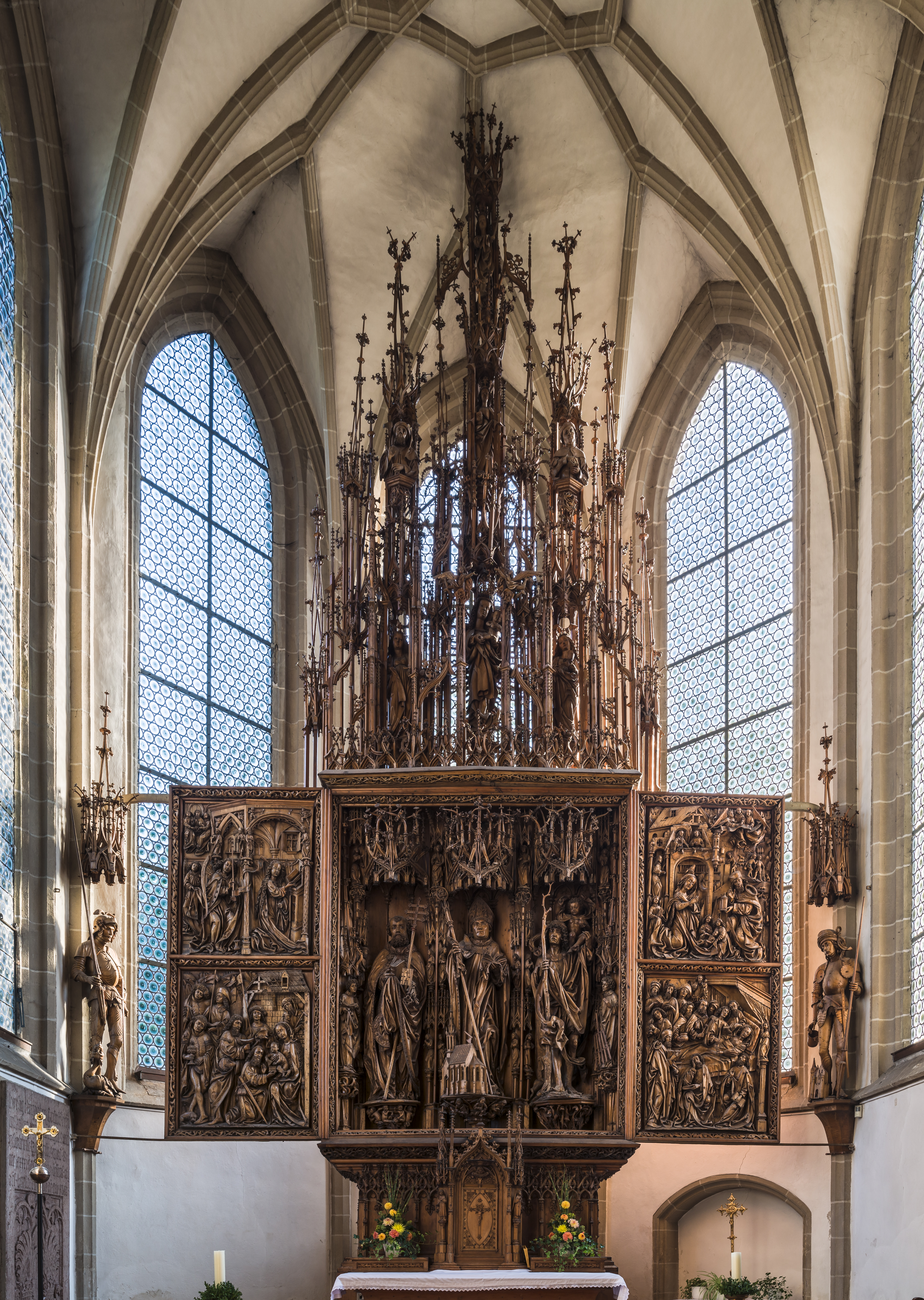

케페르마르크트 제단화(독일어: Kefermarkter Flügelaltar)는 오버외스터라이히주의 케페르마르크트 교구 교회에 있는 후기 고딕 양식의 화려하게 장식된 목조 제단화이다. 기사 크리스토프 폰 젤킹(Christoph von Zelking)의 의뢰로 1497년경에 완성되었다. 중앙 부분에는 성 베드로, 볼프강, 크리스토포로스의 모습이 그려져 있다. 날개판은 마리아 (예수의 어머니)의 삶의 장면을 묘사하고 있으며, 제단에는 복잡한 상부 구조와 성 게오르기우스와 성 플로리아누스의 두 측면 인물도 있다. 케페르마르크트 제단화의 대가(Master of the Kefermarkt Altarpiece)라는 이름으로 알려진 제작자의 신원은 알려지지 않았지만, 적어도 두 명의 숙련된 조각가가 주요 조각상을 만든 것으로 보인다. 수세기에 걸쳐 변경되었으며 원래의 페인트와 금도금이 사라졌다. 19세기에 아달베르트 슈티프터의 지시에 따라 대대적인 복원이 이루어졌다. 이 제단화는 "독일어권 지역 중세 후기 조각의 가장 큰 업적 중 하나"로 묘사되었다.